# Bürgerkrieg in Libyen 2011

Seit Beginn der Aufstände gegen das Gaddafi-Regime verwendeten die Oppositionskräfte meist die frühere Flagge des Vereinigten Königreichs Libyen.

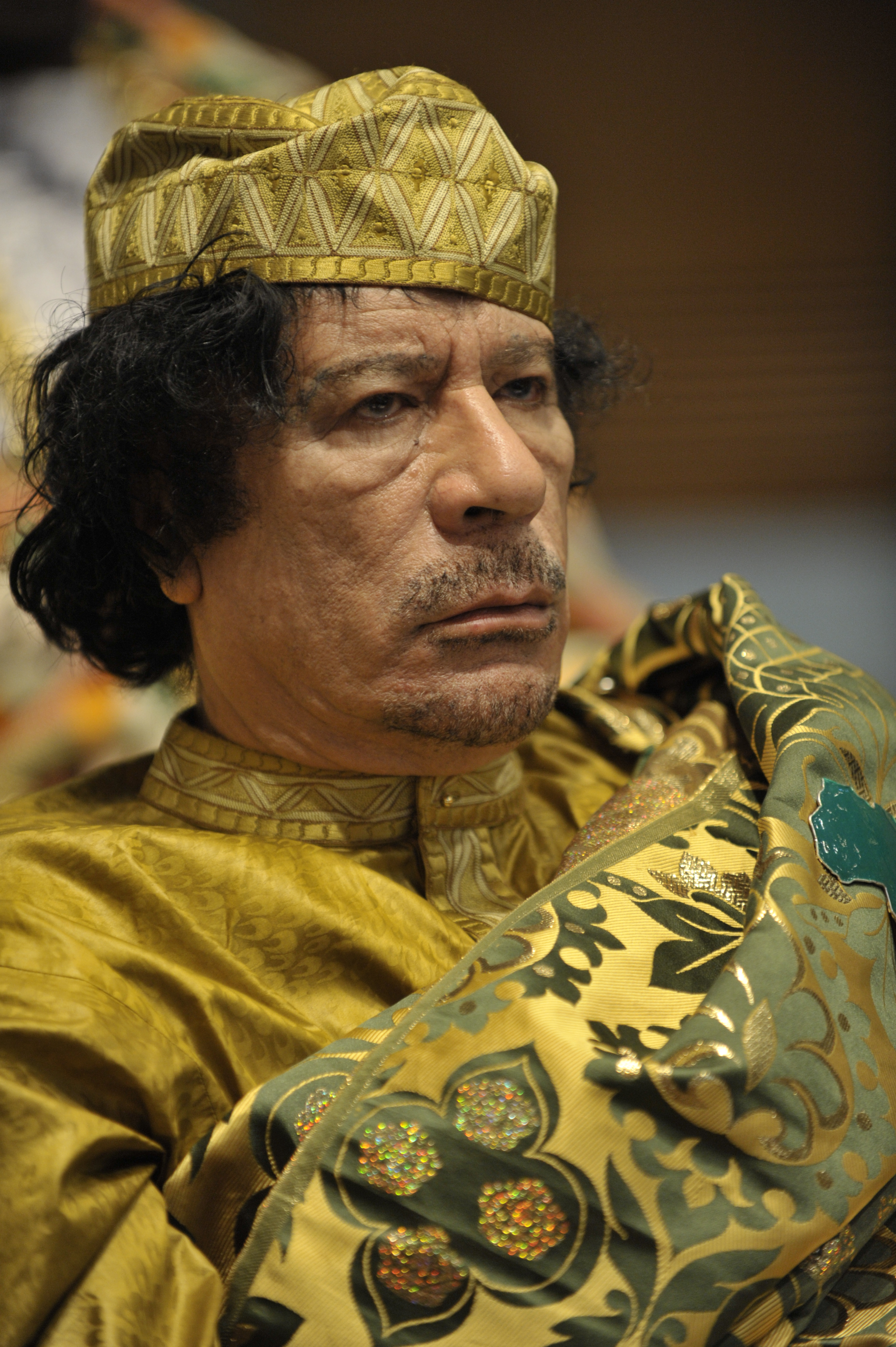
Muammar al-Gaddafi beim Gipfeltreffen der Afrikanischen Union, 2009

Der Bürgerkrieg in Libyen 2011, auch als Revolution des 17. Februar bekannt, brach im Februar des Jahres im Zuge des Arabischen Frühlings aus. Er begann mit Demonstrationen gegen die Herrschaft Muammar al-Gaddafis und nahm nach den Unruhen in Tunesien, Ägypten und Algerien an Schärfe zu. Als offizieller Tag des Revolutionsbeginns gilt der 17. Februar 2011. Der politische Konflikt eskalierte zur militärischen Auseinandersetzung und spaltete die Führung des Landes. Teile des diplomatischen Korps und der Streitkräfte schlossen sich der Opposition an. Es entstand ein Nationaler Übergangsrat, der im Osten des Landes die Kontrolle übernahm.
Nachdem die Vereinten Nationen in der Resolution 1973 die internationale Gemeinschaft zu militärischen Maßnahmen zum Schutz von Zivilisten in Libyen ermächtigten, begannen die USA, Großbritannien und Frankreich am 19. März 2011 im Rahmen des Internationalen Militäreinsatzes in Libyen mit einer Luft- und Seeblockade sowie Luftangriffen auf Regierungstruppen und Militäreinrichtungen. Die Luftangriffe unterstützten die Bodenstreitkräfte der Opposition bei der Einnahme der Städte im Westen des Landes. Einige Tage nachdem die oppositionellen Streitkräfte im August 2011 Tripolis erobert hatten, wurde der Übergangsrat in die Hauptstadt verlegt.
Am 20. Oktober, nach wochenlangen Kämpfen, wurde Gaddafis Geburtsstadt Sirte eingenommen. Dabei wurde Gaddafi, dessen Aufenthaltsort seit dem Fall von Tripolis unbekannt gewesen war, gefangen genommen und unter ungeklärten Umständen getötet. Nach Darstellung des Übergangsrats starb Gaddafi in den Stunden danach durch einen Kopfschuss, der ihn im Kreuzfeuer zwischen Anhängern und Gegnern auf dem Transport ins Krankenhaus traf. Das Obduktionsergebnis lässt Fragen offen, eine zweifelsfreie Darstellung der Todesumstände ist bisher nicht erfolgt. Die Aufklärung der Todesumstände Gaddafis fordern sowohl der Menschenrechtsrat der Vereinten Nationen als auch der Internationale Strafgerichtshof. Am 23. Oktober erklärte der Übergangsrat das Land für vollständig befreit.
Am Ende des Kriegs wurde die Zahl der Kriegstoten auf 10.000 bis 50.000 geschätzt. Nach Angaben der libyschen Regierung aus dem Jahr 2013 kamen während des Bürgerkriegs in Libyen etwa 10.000 Menschen ums Leben, je rund 5.000 Gaddafi-Anhänger und Rebellen. Die Zahlen sind deutlich geringer, als die bisher durch das neue Gesundheitsministerium (30.000 Tote allein auf Seiten der Rebellen) angegebenen. Rund 60.000 Libyer wurden verletzt und müssen medizinisch behandelt werden.
Seit dem Ende des Bürgerkrieges stehen weite Teile des Landes unter der Kontrolle von Revolutionsbrigaden, die sich nicht dem Nationalen Übergangsrat unterstellen. Politische Beobachter sprechen von einem Machtkampf zwischen Revolutionsbrigaden und Übergangsrat.
Im Februar 2012 kam es zu Kämpfen zwischen den Revolutionsbrigaden, gegen die niemand einschritt.
Im Januar 2012 wurde von Folterungen in Gefängnissen berichtet, die jedoch überwiegend nicht unter Kontrolle des Übergangsrats sind. Nach einem Bericht der United Nations Support Mission in Libya (UNSMIL) waren im September 2013 noch etwa 8000 Menschen infolge des Krieges inhaftiert, meist in Haftanstalten ohne Kontrolle der Regierung, in denen häufig gefoltert wird. Einziger Haftgrund ist oft die Zugehörigkeit zu einer Ethnie oder einem Stamm, denen Loyalität zu Gaddafi unterstellt wird.
Mit dem Jahr 2014 begann die Fortsetzung der kriegerischen Auseinandersetzungen zwischen dem Abgeordnetenrat und dem Neuen Allgemeinen Nationalkongress.

## Hintergrund

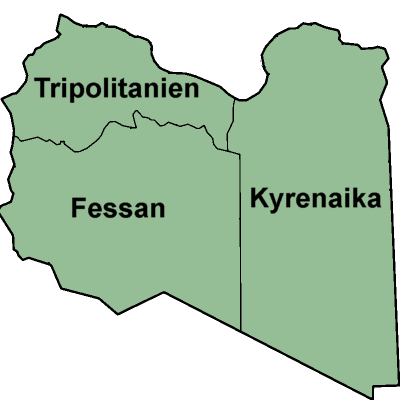
Die drei historischen Gouvernements Libyens (1943–1963)

Ethnien und Stämme in Libyen (nach Daten der CIA 1974):
Araber und arabisierte Berber
Berber
Tuareg
Tubu
unbewohnt

Öl- und Gasvorkommen, Pipelines und Raffinerien in Libyen 2011

Libyen wurde seit 1969 vom autoritär herrschenden Muammar al-Gaddafi regiert, der seine Macht indirekt, in einer parallel zu den staatlichen Strukturen errichteten, permanenten Revolutionsführerschaft ausübte. Mit seinen Ölvorkommen war der Maghrebstaat auf dem afrikanischen Kontinent im Human Development Index führend und wies mit Bulgarien, Brasilien oder Russland vergleichbare Werte auf, gehörte jedoch zu den Ländern mit der meistverbreiteten Korruption. Die Organisation Reporter ohne Grenzen listete Libyen in ihrer Rangliste der Pressefreiheit im Jahr 2010 auf dem 160. von 178 Plätzen. Willkürliche Verhaftungen, Misshandlungen und Folterungen von Oppositionellen waren an der Tagesordnung. Die Arbeitslosenquote wurde offiziell mit 20,7 Prozent angegeben, andere Schätzungen gingen von 30 Prozent aus (2001). Gleichzeitig wurde vor der Massenflucht im Februar 2011 die Anzahl der im Land beschäftigten Gastarbeiter auf etwa 1,7 Mio. geschätzt, was einem Viertel der Gesamtbevölkerung entsprach. Obwohl Libyen unter den afrikanischen Staaten noch vor Südafrika den UN-Bildungsindex deutlich anführte, wurde der Hauptgrund für die im Vergleich zu anderen Maghreb-Staaten hohe Arbeitslosigkeit im Mangel an qualifizierten Fachkräften gesehen, es wurde vermutet, dass dies in einem unzureichenden Bildungssystem und geringer Produktivität der einheimischen Bevölkerung begründet war. Vermutlich stand dies in Zusammenhang mit der rapiden Marktöffnung, die das Gaddafi-Regime seit dem Ende der Wirtschaftssanktionen 2003 betrieb. Libyen war in Afrika führend bei den Schulbesuchszahlen, sogar noch vor den USA, Frankreich oder Schweden. Aufgrund der Erdölvorkommen im Land gab es eine extrem reiche Oberschicht; das Vermögen der Gaddafi-Familie wurde zur Zeit ihrer Herrschaft auf 80 bis 150 Mrd. US-Dollar geschätzt. Libyen ist Mitglied der Organisation erdölexportierender Länder und zählte zu den wichtigsten Gas- und Öllieferanten Europas.

### Historische Machtstrukturen und regionale Gegensätze
Nach dem Zweiten Weltkrieg hielten Großbritannien und Frankreich Libyen besetzt und versuchten, seine Unabhängigkeit zu verhindern. Tripolitanien und Kyrenaika unterstanden einer britischen, Fessan einer französischen Militärregierung. 1946 kam Idris al-Mahdi al-Senussi aus seinem Exil in Ägypten in die Kyrenaika zurück und rief 1948 einen Nationalkongress ein, auf dem große Differenzen zwischen den an Ägypten orientierten ostlibyschen Nationalisten und den Vertretern Tripolitaniens auftraten. Schließlich deklarierte er sich am 1. Juni 1949 zum Emir der „Unabhängigen Kyrenaika“. Großbritannien erkannte die Unabhängige Kyrenaika an. Weil sie den Ausschluss Tripolitaniens nicht akzeptierten, ließen die Vereinten Nationen einen Verfassungsplan für Libyen ausarbeiten und Wahlen vorbereiten. Auf dieser Grundlage wurde das vereinigte Libyen unter seinem konstitutionellen König Idris I. am 1. Januar 1951 unabhängig. Großbritannien und die USA unterhielten jedoch noch Militärstützpunkte, die erst 1970 vom Gaddafi-Regime geschlossen wurden (Royal Air Force Station El Adem und Wheelus Air Force Base).
Die libysche Gesellschaft ist von Stammesstrukturen geprägt. Die Stämme der ostlibyschen Kyrenaika waren historisch stark am Senussi-Orden, dem Idris I. vorgestanden hatte, orientiert. Die Senussi-Dynastie war tief in der Kyrenaika verwurzelt und hatte bei den dortigen Stämmen großen Rückhalt.
Am 1. September 1969 putschte das libysche Militär sich unter einem Revolutionsrat an die Macht, dessen Führung Oberst Gaddafi übernahm. Der Abschaffung der Monarchie und der folgenden Reformpolitik standen die Ostlibyer distanziert gegenüber. Die Identifikation mit der neuen Staatsform war wesentlich geringer als in Tripolitanien, dem bevölkerungsreicheren Westen des Landes.
Dennoch kam seit 1969 die politische Führungsschicht Libyens vorwiegend aus der Kyrenaika. Gaddafi besetzte wichtige Positionen im Staats- und Sicherheitsapparat jedoch mit Angehörigen seines eigenen Clans und ging Bündnisse mit anderen großen Stämmen ein, die dafür mit Posten belohnt wurden. Die Bevorzugung anderer Stämme und die damit einhergehende ungleiche Verteilung des Ölreichtums durch die Regierung führte insbesondere in der Kyrenaika zu Unzufriedenheit, die sich immer wieder in gewalttätigen Auseinandersetzungen manifestierte. Seit den 1990er Jahren kam es dabei immer wieder zu Verteilungskämpfen und Putschversuchen.

### Religiöse Motive
Die Aufstandsbewegung wurde vom libyschen Machthaber Gaddafi und dem von ihm kontrollierten libyschen Staatsfernsehen mit islamischem Extremismus in Verbindung gebracht. In einer Rede vom 24. Februar 2011, kurz nach Beginn der Revolte sagte Gaddafi, die Aufstände seien von der Extremistenorganisation al-Qaida inspiriert. Ausländische Terroristen hätten der libyschen Jugend mit halluzinogenen Pillen versetzte Getränke verabreicht und sie damit zu Demonstrationen angestachelt.
Die Regierung Gaddafis hatte sich seit den 1980er Jahren mit religiös motivierter Opposition konfrontiert gesehen. Dies galt besonders im Osten des Landes, wo Demonstrationen gegen die Regierung Gaddafis zu Beginn des Aufstandes viel Zulauf hatten. Einem Bericht der US-Botschaft zufolge ist die Glaubensauslegung in der Kyrenaika konservativer als in anderen Landesteilen.
Gaddafi leitete 1988 zwar einen politischen und wirtschaftlichen Liberalisierungskurs ein, wandte sich jedoch gegen die „religiöse Tendenz zur Vereinnahmung der Politik“. Die religiös motivierte Opposition nahm teilweise gewaltbereite Formen an. So sind im Ramadan des Jahres 1989 bewaffnete Angriffe auf Moscheebesucher dokumentiert, denen zu große Regierungsnähe vorgeworfen wurde. Die extremistische Organisation Libysche Islamische Kampfgruppe führte ab Juni 1995 einen bewaffneten Aufstand im Osten des Landes durch. Nach Angaben eines ehemaligen Agenten des britischen Geheimdienstes soll der britische MI6 die Gruppe bei dem Attentatsversuch auf Gaddafi im Jahr 1996 unterstützt haben. Medienberichten zufolge schlossen sich Mitglieder dieser Gruppierung dem bewaffneten Kampf gegen die Regierung Gaddafis an.
Die militärischen und politischen Führer der Aufständischen wiesen dennoch jegliche Verbindung zum Extremismus zurück. Auch westliche Beobachter aus den Ländern, die in Libyen militärisch intervenieren, bestritten die Aussagen Gaddafis. NATO-General James G. Stavridis gab in einer Anhörung im US-amerikanischen Senat an, militante Gruppen hätten nach vorliegenden Geheimdienstinformationen keine signifikante Rolle beim Aufstand gespielt. Auch US-Stabschef Michael G. Mullen gab an, keine Präsenz von al-Qaida unter den Aufständischen zu erkennen.

## Verlauf

### Demonstrationen

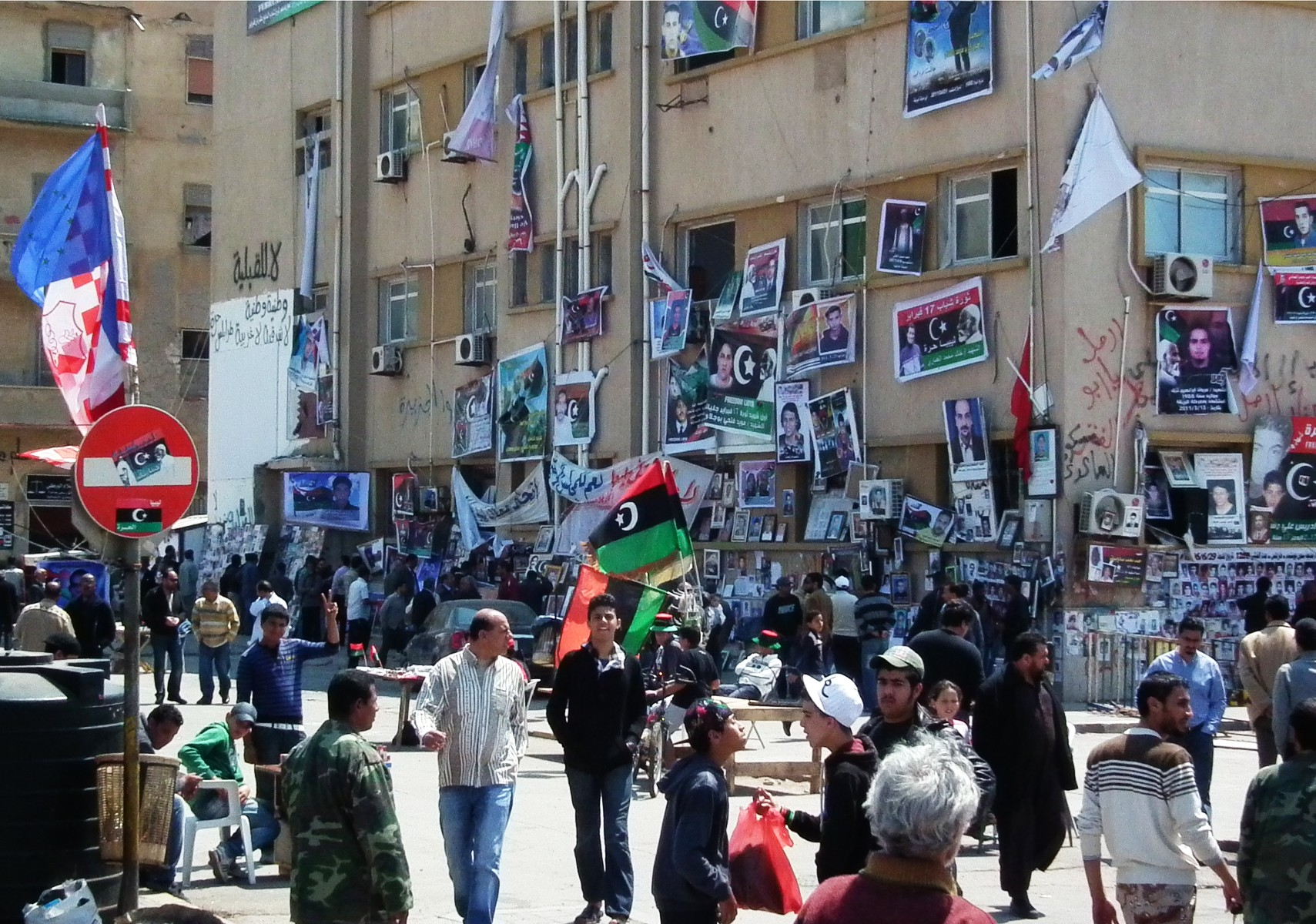
Der Gerichtsplatz in Bengasi diente als zentraler Versammlungs- und Kundgebungsort. Die Wände sind mit Fotos Gefallener behängt, an denen ständig Trauernde vorbeiziehen – April 2011.

Erste Proteste gab es Mitte Januar 2011. Ende Januar rief der libysche Schriftsteller und Oppositionelle Jamal al-Hajji zu Protesten gegen das Regime auf und wurde wenig später verhaftet. Am 6. Februar 2011 wurden Abdul Hafiz Ghoga, Medhi Kaschbur und zwei weitere Juristen aus Bengasi von Gaddafi in sein Zelt in Tripolis vorgelassen. Mit „Ihr seid jetzt also auch mit den Facebook-Kids zusammen“ soll Gaddafi das Gespräch eröffnet haben. Ben Ali und Hosni Mubarak hätten ihr Schicksal verdient, weil sie nicht auf ihr Volk hörten und ihre Söhne als Nachfolger durchsetzen wollten, soll Gaddafi gesagt haben. Die Delegation forderte Presse- und Meinungsfreiheit und eine Verfassung, die libysche Jugend brauche Wohnungen, eine gute Ausbildung und Arbeitsplätze. Gaddafi war anderer Meinung: „Alles, was das Volk braucht, ist Essen und Trinken“.
Am 15. Februar versammelten sich Demonstranten nach Aufrufen im Internet in verschiedenen Städten Libyens zu Protestmärschen, bei denen Parolen gegen „die korrupten Herrscher des Landes“ gerufen wurden oder auch „Es gibt keinen Gott außer Allah, Muammar ist ein Feind Allahs.“ Angeführt worden waren die Proteste von Angehörigen der beim Massaker im Abu-Salim-Gefängnis fünfzehn Jahre zuvor Getöteten, nachdem ihr Anwalt Fathi Terbil verhaftet worden war. In Bengasi, Tripolis, Al-Baida und einigen anderen Städten kam es zu gewalttätigen Auseinandersetzungen mit Sicherheitskräften. Für den 17. Februar wurde von der Opposition um Abdul Hafiz Ghoga ein Tag des Zorns ausgerufen; es kam zu Demonstrationen in allen großen libyschen Städten. Dutzende Demonstranten kamen ums Leben. Augenzeugenberichten zufolge gingen Gruppen von bewaffneten Söldnern gezielt und schwer bewaffnet gegen die Bevölkerung vor, Spezialeinheiten der Polizei schossen von Dächern aus in die Menge. Auch Panzer sollen gegen Zivilisten eingesetzt worden sein. Das Regime machte ausländische Unruhestifter für die Gewalt verantwortlich.

### Ausweitung zum Aufstand und Zusammenbruch des Regimes in Teilen des Landes
In den folgenden Tagen weiteten sich die gewaltsamen Auseinandersetzungen zu bürgerkriegsähnlichen Zuständen aus. Vereinzelt liefen Sicherheitskräfte und Offiziere der Armee zu den Aufständischen über. Bengasi, die bedeutendste und größte Stadt Ostlibyens, fiel am 20. Februar in die Hände von Aufständischen. Verschiedene weitere Städte folgten, sodass nach etwa einwöchigen Kampfhandlungen praktisch die gesamte Region Kyrenaika von den Rebellen kontrolliert wurde.
In mehreren Städten Tripolitaniens konnten die bewaffneten Aufstände von Regierungstruppen jedoch vorerst niedergeschlagen werden. Eine Ausnahme bildete Misrata, die drittgrößte Stadt des Landes, die nach heftigen Kämpfen seit April 2011 von den Rebellen kontrolliert wurde. Die Truppen des Gaddafi-Regimes wurden aus der Stadt vertrieben, konnten aber über längere Zeit einen weiteren Vormarsch der Aufständischen Richtung Tripolis verhindern. Eine weitere Hochburg der Rebellen, der Dschabal Nafusa in der Grenzregion zu Tunesien, wurde ebenfalls zum Schauplatz wechselvoller Kämpfe.

### Gegenschläge der libyschen Regierung und angebliche Söldnereinsätze
Verstärkt durch mutmaßliche Söldnertruppen, hatte die libysche Armee, die zu Beginn des Konflikts in vielen Städten in die Defensive gedrängt worden war, mit äußerster Härte zurückgeschlagen. Es kam zu Angriffen der libyschen Luftwaffe auf Rebellenhochburgen, bei denen zahlreiche Zivilisten ums Leben kamen. Nach Angaben der Aufständischen sollen diese Operationen im Wesentlichen von mehreren Tausend schwarzafrikanischen Söldnern durchgeführt worden sein, die Gaddafi für diese Zwecke einfliegen ließ.
In umkämpften Städten, wie Tripolis und Misrata sollen Heckenschützen wahllos auf Zivilisten gefeuert haben. Anfang März erfolgte eine Offensive der Regierungstruppen, in deren Folge ostlibysche Küstenstädte wie Ras Lanuf, Brega und Adschdabiya zurückerobert wurden. Am 19. März waren libysche Regierungstruppen bis Bengasi vorgestoßen und unternahmen einen Angriff auf die Rebellenhochburg. Der Ruf nach einem Eingreifen der Internationalen Gemeinschaft war immer drängender geworden. Die internationale Militäroperation begann an diesem Tag mit dem Einsatz französischer Kampfflugzeuge über Bengasi in der Opération Harmattan, wodurch die schweren Waffen auf Seiten der Gaddafi-Einheiten zerstört wurden und die Rebellen den Angriff zurückschlugen.
Entsprechende Meldungen verbreiteten sich über Twitter und fanden über Al Jazeera und al-Arabiya große Resonanz in internationalen Medien. Ein Untersuchungsbericht der UN-Menschenrechtskommission bestätigte zwar die Beteiligung einer geringeren Zahl von Kriegsteilnehmern ausländischer Herkunft auf beiden Seiten, konnte aber in keinem Fall Söldnertätigkeiten nach Definition der UN-Konventionen erkennen. Bei vielen Personen, die als mutmaßliche Söldner festgenommen oder hingerichtet wurden, soll es sich um dunkelhäutige Libyer oder Arbeitsmigranten aus Subsahara-Staaten gehandelt haben. Ende Juni erklärte die Amnesty-International-Mitarbeiterin Donatella Rovera, dass man bei den Untersuchungen der vergangenen Monate keinerlei Hinweise für die Existenz von Söldnern gefunden habe und bezeichnete diese als „fortbestehenden Mythos“. Konträr zu dieser Aussage berichten verschiedene Medien darüber, dass zahlreiche ausländische Kämpfer auf Seiten der Truppen Gaddafis gegen die libysche Opposition kämpfen.

### Entwicklung der Lage nach Beginn des internationalen Militäreinsatzes
Am 17. März verabschiedete der UN-Sicherheitsrat die Resolution 1973, in der die Einrichtung einer Flugverbotszone über Libyen sowie der Schutz der Zivilbevölkerung mit militärischen Mitteln autorisiert wurden. Es folgten massive Luftschläge, insbesondere der französischen und US-amerikanischen Luftwaffe, gegen die vorrückenden libyschen Truppen und strategische Ziele im ganzen Land. Der Vormarsch der libyschen Armee auf die Rebellenhochburg Bengasi wurde somit gestoppt. Zudem wurde die libysche Flugabwehr weitgehend ausgeschaltet, sodass der Luftraum von alliierten Streitkräften kontrolliert wurde. Tage später konnten Rebellen strategisch wichtige Städte wie Adschdabiya und Brega zurückerobern. Am Erfolg der Rückeroberung hatten die internationalen Luftangriffe maßgeblichen Anteil. Der Vormarsch der zu großen Teilen aus militärisch ungeschulten Freiwilligen bestehenden Truppen wurde trotz Luftunterstützung immer wieder zurückgeschlagen, nach der erneuten Rückeroberung von Ras Lanuf und Brega durch Regierungstruppen und einem gescheiterten Vorstoß der libyschen Armee auf Adschdabiya entwickelte sich ein Patt zwischen Regierungstruppen und Rebellen.
Besonders die von Regierungstruppen seit dem 3. April eingeschlossene Stadt Misrata geriet in den Blickpunkt der Weltöffentlichkeit. Die belagerte Stadt lag durch die fortgesetzten Angriffe der langsam auf das Stadtzentrum vorrückenden Regierungstruppen wochenlang unter schwerem Feuer und der Zusammenbruch der Lebensmittelversorgung für die Bevölkerung und der medizinischen Versorgung der unzähligen Verwundeten zeichnete sich ab. Die Regierungstruppen zogen sich am 23. April wegen heftiger Abwehrkämpfe wieder in die Randbezirke der Stadt zurück. Sie setzten ihre Angriffe noch wochenlang aus der Distanz fort und feuerten Raketen in die Stadt, konnten ihrerseits aber auch besser durch Kampfeinsätze der NATO-Kräfte unter Feuer genommen werden als im unübersichtlichen Häuserkampf.
In der vor allem von Berbern bewohnten Gebirgsregion Dschabal Nafusa, die teilweise nur wenig mehr als hundert Kilometer von der Hauptstadt Tripolis entfernt liegt, gelang es den Rebellen im April, den wichtigen Grenzübergang nach Tunesien trotz andauernder Gegenangriffe unter ihre Kontrolle zu bringen. Über diese Nachschublinie erreichten nicht nur Hilfsgüter, sondern auch Waffen und Freiwillige aus von Gaddafi kontrollierten Regionen die Gebirgslandschaft. Bis zum Sommer konnten die Rebellen nach heftigen Kämpfen die regierungstreuen Truppen weitgehend aus den Gebirgsstädten auf die darunter liegenden Ebenen vertreiben. Die stabile Kontrolle über ein Gebiet so nahe der Hauptstadt war eine entscheidende Voraussetzung für den weiteren Vorstoß auf Tripolis im August.
Im weiteren Verlauf wirkten die Luftangriffe der NATO als Unterstützung für die Einnahme weiterer Stellungen des Gaddafi-Regimes durch die Oppositionellen.

### Besetzung von Tripolis
Die Hauptstadt Tripolis blieb zunächst unter Kontrolle der Gaddafi-Regierung. Während der Kämpfe bezeichnete Gaddafi die Aufständischen in Fernsehansprachen mehrfach als Verbrecher, islamistische Terroristen und Drogenabhängige. Er kündigte an, er wolle notfalls als Märtyrer sterben und würde niemals freiwillig zurücktreten.
Am 20. August 2011 begann in Tripolis unter dem Decknamen „Operation Mermaid Dawn“ ein seit längerem vorbereiteter Aufstand; gleichzeitig stießen Truppen der Rebellen von den Nafusa-Bergen aus in Richtung Tripolis vor. Dabei wurden sie maßgeblich von ortskundigen Kämpfern aus Tripolis und az-Zawiya unterstützt. Das Datum ist doppelt symbolträchtig, da zum einen eine Eroberung Tripolis’ noch vor Ende des Ramadan am 29. August erreicht werden sollte und zum anderen weil der 20. August traditionell als Jahrestag der Schlacht am Jarmuk gefeiert wird, in der ein arabisches Heer im Jahr 636 einen entscheidenden Sieg über die überlegene oströmische Armee erstritt.
Am 21. August gelang den Rebellen der Vorstoß nach Tripolis, wobei sie auf minimalen militärischen Widerstand trafen und von der Bevölkerung häufig begrüßt wurden. Die NATO hatte den Vorstoß durch Luftangriffe mit vorbereitet und flankiert. Während in den Medien die fortschreitende Eroberung durch die Rebellen gemeldet wurde, blieb der Status einiger Teile der Stadt unklar. So sprach Saif al-Islam al-Gaddafi am 23. August frei vor Journalisten im Rixos-Hotel, obwohl der Nationale Übergangsrat seine Festnahme verkündet hatte. Das Rixos-Hotel, in dem die Regierung Pressekonferenzen abgehalten hatte und in dem sich noch viele Journalisten aufhielten, blieb lange unter Kontrolle der Regimeanhänger.
Die Kämpfe in Tripolis konzentrierten sich auf das Zentrum, in dem Soldaten der Regimeanhänger Gaddafis Anlage Bab al-Aziziya bis zum Abend des 23. August verteidigten. Wie lange sich Muammar al-Gaddafi, seine Söhne und wichtige Regimevertreter dort noch aufgehalten hatten, blieb unklar.
Das Gaddafi-Regime verlor gegen Ende August 2011 die Kontrolle über Tripolis an den Übergangsrat. Im restlichen Libyen hatten die Rebellen währenddessen fast alle wichtigen Städte im Norden eingenommen. Anfang Oktober waren nur noch die Städte Bani Walid und Sirte, die Heimatstadt Gaddafis, in Händen der Gaddafi-Anhänger.
Ibrahim Abu Sahima, der Leiter des Ausschusses der neuen Regierung zur Suche nach Opfern der Herrschaft Muammar Gaddafis, gab am 25. September 2011 bekannt, dass Ermittler des Nationalen Übergangsrates in Tripolis ein Massengrab mit den sterblichen Überresten von 1270 Menschen gefunden hätten. Dabei soll es sich um ehemalige Häftlinge des Gefängnisses Abu Salim handeln, in dem sich im Juni 1996 nach Protesten der Inhaftierten ein Massaker ereignet hatte. Sahima kündigte an, dass der Übergangsrat um internationale Hilfe bei der Identifizierung der Toten bitten werde. Die Leichen waren mit Säure übergossen worden, offenbar um Beweise für das Massaker zu vernichten. Sowohl Dschamal Ben Nur vom Justiz- und Menschenrechts-Ministerium des libyschen Übergangsrates als auch ein CNN-Team, das vor Ort war, sprachen von „Knochen, die zu groß für menschliche Knochen seien“ bzw. von „Tierknochen“. Von der Verwendung von Säure erwähnen beide nichts.

### Besetzung der restlichen Städte Libyens bis zum Fall von Sirte
Von Gaddafi-Anhängern kontrollierte Städte im Fessan und Tripolitanien wurden, teils lange umkämpft, oft unterstützt durch NATO-Luftstreitkräfte, von Truppen der Gaddafi-Gegner besetzt. Am 29. August wurde Ghadames an der tunesischen Grenze eingenommen, am 22. September die Wüstenstadt Sabha, am 17. Oktober Bani Walid, und als letzte Stadt am 20. Oktober, nach wochenlangen Kämpfen, Gaddafis Geburtsstadt Sirte.
Gaddafi, der sich nach dem Fall von Tripolis in seiner Heimatstadt Sirte verschanzt hatte, versuchte am 20. Oktober in einem Autokonvoi aus der belagerten Stadt zu fliehen. Nachdem der Konvoi von NATO-Flugzeugen heftig beschossen wurde, teilte der Übergangsrat an diesem Tag mit, dass Gaddafi verletzt gefangen genommen werden konnte, aber kurz darauf unter bisher ungeklärten Umständen verstorben sei. Im Obduktionsbericht wurde als Todesursache eine Schussverletzung des Kopfes genannt, zu der es nach seiner Gefangennahme auf dem Weg ins Krankenhaus im Kreuzfeuer zwischen Anhängern und Gegnern Gaddafis gekommen sei. Ebenfalls sei Gaddafis Militärchef Abu Bakr Yunis Jaber getötet worden. Der Menschenrechtsrat der Vereinten Nationen fordert die Aufklärung der Todesumstände Gaddafis. Die vorläufig angenommene Position seiner Entdeckung und Festnahme: 31,19562° N, 16,52141° O.

### Situation nach dem Bürgerkrieg
Seit Ende des Bürgerkrieges wurden mehr als 6000 Menschen verhaftet, bisher ohne offizielle Anklage oder Aussicht auf einen Prozess. In den Internierungszentren der Stadt Misrata, die nicht dem Nationalen Übergangsrat, sondern der dortigen Revolutionsbrigade unterstehen, werden Gefangene gefoltert. Die Hilfsorganisation Ärzte ohne Grenzen stellte bei insgesamt 115 Gefangenen Verletzungen durch Folter fest. Die Folterverhöre, von denen einige tödlich verliefen, wurden vom militärischen Geheimdienst NASS geführt. Die Behörden vor Ort hatten die Forderungen der Hilfsorganisation nach einem Ende der Folter ignoriert. Nach Bekanntwerden des Foltertods des ehemaligen libyschen Botschafters in Frankreich in Sintan erklärte Justizminister Ali Hamida Aschur, die Verantwortlichen würden vor Gericht gestellt; die von Folter-Vorwürfen betroffenen Gefängnisse befänden sich überwiegend nicht unter der Kontrolle des Übergangsrates. Amnesty International veröffentlichte mehrere Berichte über systematische Folter durch Rebellentruppen in irregulären Haftanstalten. Besonders die schwarzafrikanische Bevölkerung wurde zum Ziel von Repressalien der Rebellen.
Am 23. Januar 2012 wurde die Einnahme weiter Teile der Stadt Bani Walid durch „Gaddafi-Anhänger“ gemeldet. Als Auslöser des Aufstandes wurden vom Nationalen Übergangsrat angeblich angeordnete Festnahmen ehemaliger Gaddafi-Anhänger genannt. Tags drauf wurde dementiert, dass Bani Walid nun von Anhängern Gaddafis kontrolliert werde. Die Stadt habe lediglich ihre eigene lokale Regierung haben wollen. Man habe sich gegen Einmischungen aus der Hauptstadt gewehrt. Nach Konsultationen mit Stammesvertretern in Bani Walid hat Usama al-Dschuwaili, der Verteidigungsminister des Nationalen Übergangsrates, die lokale Regierung anerkannt.
Fast zeitgleich wurde in Bengasi das Hauptquartier des Nationalen Übergangsrat von Gegnern Gaddafis gewaltsam gestürmt. Als Grund wird Unzufriedenheit mit mangelnder Transparenz des Übergangsrates genannt. Der Vorsitzende des Übergangsrates, Mustafa Abd al-Dschalil, sprach daraufhin von einem Dilemma: „Entweder begegnen wir dieser Gewalt mit harter Hand. Das würde zu einer militärischen Konfrontation führen, die wir nicht wollen. Oder wir trennen uns, und es wird zu einem Bürgerkrieg kommen!“
Usama al-Dschuwaili will die Revolutionsbrigaden in die regulären libyschen Streitkräfte, die Polizei und andere Einrichtungen der neuen Regierung integrieren. Oftmals kommt es jedoch zu Kämpfen zwischen Revolutionsbrigaden aus verschiedenen Landesteilen, gegen die die Regierung nicht einschreitet; so etwa Anfang Februar 2012 in Tripolis nahe der Innenstadt zwischen den Brigaden aus Misrata im Osten und Sintan im Westen des Landes. Als Grund gelten Streitigkeiten über Einflussgebiete. Im November 2011 hatten Vertreter der Brigaden erklärt, sie wollten ihre Waffen behalten, bis eine neue Verfassung in Kraft sei.

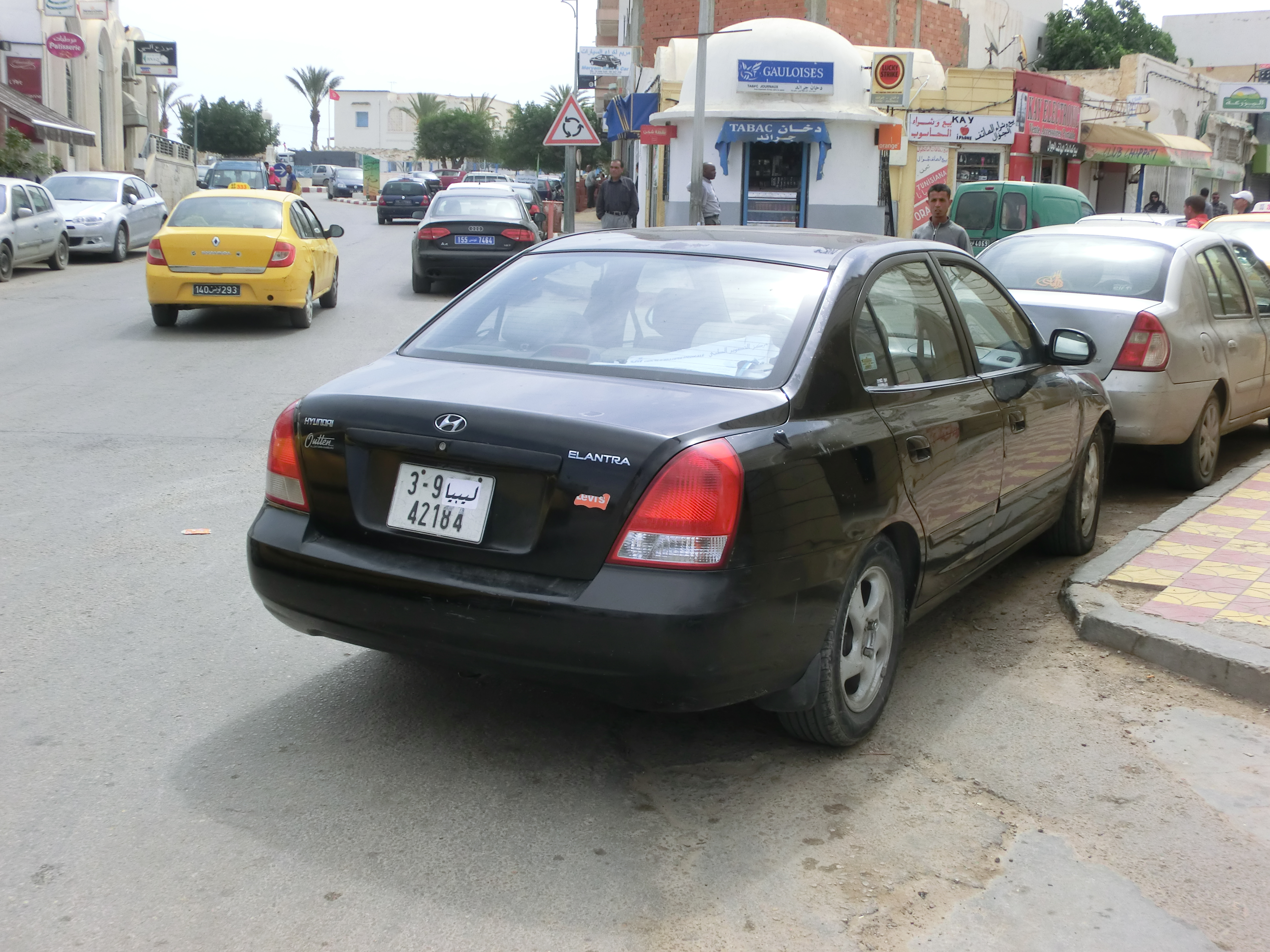
Libysches Auto mit selbst verändertem Nummernschild, über „Dschamahirija“ wurde „Libya“ geklebt, in Zarzis (Tunesien)

Noch im August 2011 wurden Wahlen zu einer verfassungsgebenden Versammlung angekündigt, die im Juni 2012 stattfinden sollten.  Der Entwurf zum Wahlgesetz sieht zahlreiche Beschränkungen vor, mit denen Anhänger Gaddafis von der Kandidatur ausgeschlossen werden sollen. Am 29. Januar wurde das Gesetz in Tripolis beschlossen. Dem Gesetz zufolge sollen 136 Sitze der verfassungsgebenden Versammlung an Kandidaten politischer Parteien und 64 Sitze an unabhängige Kandidaten vergeben werden. Dass 2/3 der Sitze an Kandidaten politischer Parteien gehen sollen, ist laut einem Mitglied des Übergangsrates auf Druck der Muslimbruderschaft zurückzuführen; sie sei die einzige politische Gruppierung, die bei den Wahlen mit einer Mehrheit rechnen könne. Die Wahl zum libyschen Nationalkongress fand schließlich am 7. Juli statt, der jedoch nicht wie geplant die Befugnis zur Bestimmung der Mitglieder einer verfassungsberatenden Kommission hatte. Am 20. Februar 2014 erfolgte dann erst die Wahl einer verfassungsgebenden Versammlung.
Am 10. Januar 2012 bestätigte der Außenminister des Übergangsrates Aschur Bin Hajal, dass Libyen 20 Mrd. US-Dollar der aufgrund der US-Sanktionen eingefrorenen Gelder erhalten habe. Nicht bestätigt ist, ob das Geld bei der Libyschen Zentralbank hinterlegt wurde. Insgesamt sollen rund 150 Mrd. US-Dollar eingefroren worden sein. Der UN-Sicherheitsrat hatte die Sanktionen am 17. Dezember 2011 aufgehoben. Das Ausbleiben der Gelder in Libyen sorgt für Unzufriedenheit im Land. Geschäftsleute fragen, „wo das Geld hingekommen“ sei.
Der IWF warnte am 30. Januar, die Regierungsfinanzen seien weiter in einem „gefährlichen“ Zustand. Im Budget für das Jahr 2012 gibt es ein Defizit von 10 Mrd. US-Dollar, die Regierung hat Schwierigkeiten die Gehälter zu zahlen und Energie-Rechnungen zu begleichen. Laut dem Vorsitzenden des Übergangsrates betrugen die Einkünfte aus dem Ölgeschäft in den vergangenen fünf Monaten nur 5 Mrd. US-Dollar, die Kosten für Gehälter und Energie betrügen pro Jahr aber 14 Mrd. US-Dollar. Von den durch die Sanktionen eingefrorenen und wieder freigegeben 100 Mrd. US-Dollar seinen erst 6 Mrd. US-Dollar wieder im Land; man arbeite daran, auch den Rest zu erhalten. Gleichzeitig bereite man zusammen mit den lokalen Räten die organisatorischen Strukturen vor, damit öffentliche Angestellte bezahlt werden könnten, sobald das Geld da sei.
Anfang März erklärten Stammesführer und Milizen im östlichen Libyen die Region Barqa oder Kyrenaika gegen den Widerstand der Zentralregierung für halbautonom. Entgegen der Wiederherstellung der ursprünglichen Großprovinz erhoben sie zusätzlich Anspruch auf Teile der Ölregion Fessan.

## Flüchtlinge, Evakuierungen und humanitäre Hilfe

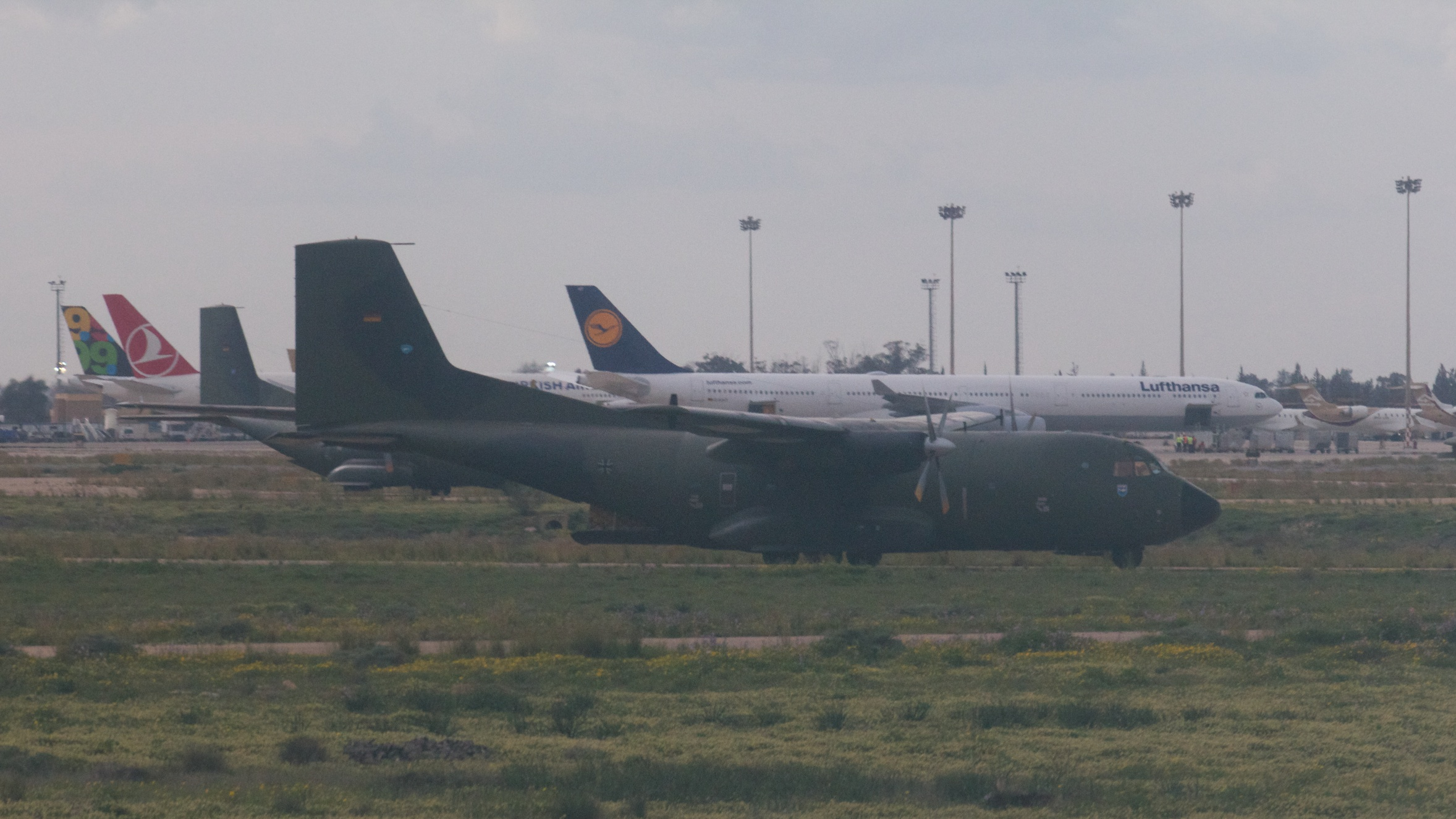
Transall C-160 der deutschen Luftwaffe auf dem Tripoli International Airport am 22. Februar.

### Maßnahmen anderer Staaten zum Schutz ihrer Staatsbürger
Nach Ausbruch offener Kämpfe Ende Februar forderten viele Staaten ihre Staatsangehörigen auf, das Land zu verlassen. Mehrere Länder entsandten Kriegsschiffe ins südliche Mittelmeer und in libysche Häfen, um die Evakuierung ihrer Staatsbürger zu sichern. Es kam außerdem zu Kommandoaktionen ausländischer Militärs zur Rettung eingeschlossener Zivilisten, etwa Arbeitern in umkämpften Ölstädten in Küstennähe.

### Situation von Arbeitsmigranten aus afrikanischen und asiatischen Staaten
Der Generalsekretär der Vereinten Nationen Ban Ki-moon nannte im März 2011 eine Flüchtlingszahl von 75.000 Menschen, die seit Beginn der Unruhen aus Libyen nach Tunesien flohen. Weitere 40.000 warteten zu dem Zeitpunkt in libyschen Grenzregionen darauf, die Grenzen überschreiten zu können. UNHCR und IOM appellierten an die Regierungen, bei der humanitären Evakuierung zu helfen. Die meisten Flüchtlinge waren Ägypter und Tunesier.
Katastrophal war die Situation für schwarzafrikanische Arbeitsmigranten, die in von der Opposition kontrollierten Gebieten unter Verdacht gerieten, Söldner der Regierung zu sein. Eine Untersuchung des Human Rights Council berichtet, dass Arbeitsmigranten vor allem in den ersten Tagen des Aufstandes angegriffen und teilweise misshandelt worden seien, und erhebt diesen Vorwurf sowohl gegen die Opposition als auch gegen die Regierung Gaddafis. Zudem fordert der Human Rights Council die weitergehende Untersuchung von Berichten, denen zufolge Arbeitsmigranten getötet worden sein sollen.
Unter den auf der Flucht befindlichen Arbeitern waren in großer Zahl Vietnamesen, Chinesen, Bangladescher, Thailänder, Inder und Türken, die in den folgenden Wochen mit Fähren nach Kreta, Malta und andere Ziele im Mittelmeerraum oder mit Flugzeugen in Sicherheit gebracht wurden, während zahlreiche afrikanische Flüchtlinge versuchten, auf kleinen, häufig überfüllten Booten nach Europa zu gelangen. Bis Anfang Juni 2011 sollen etwa 1500 Flüchtlinge dabei ums Leben gekommen sein. Schiffen der am Militäreinsatz beteiligten Länder wurde dabei vorgeworfen, Schiffbrüchigen teilweise nicht geholfen zu haben.

### Hilfsmaßnahmen für Flüchtlinge auf EU-Basis

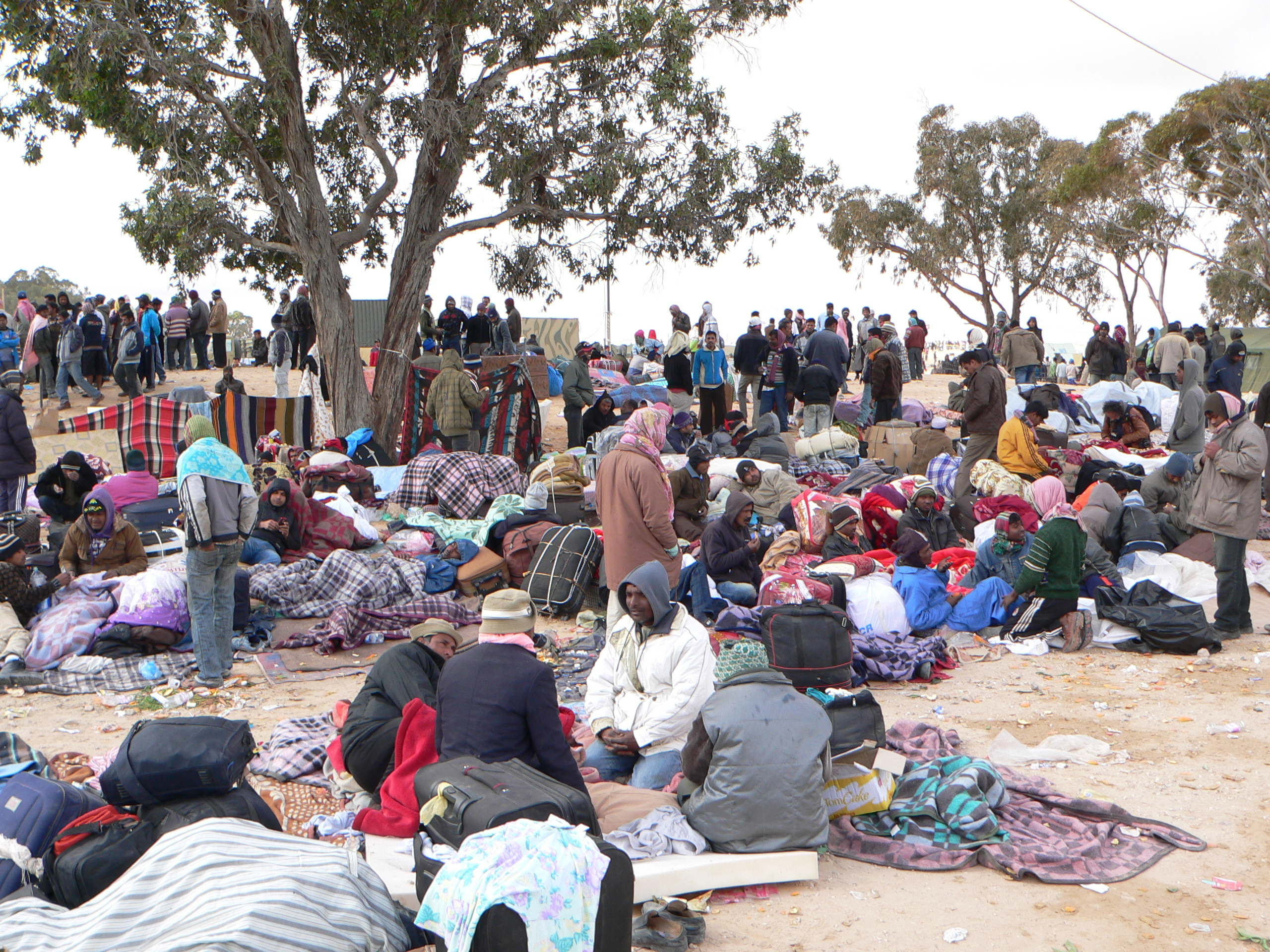
Flüchtlingslager in Tunesien

EU-Länder stellten für die Evakuierung von Flüchtlingen 15 Flugzeuge und fünf Schiffe zur Verfügung. Es wurden Durchgangslager eingerichtet, in denen Flüchtlinge an den Grenzen Libyens in Nachbarländern versorgt wurden. Bei Ausbruch des Konflikts lebten 8000 Europäer in Libyen. Am Mittag des 7. März hätten noch von 80 Personen Gesuche um Hilfe bei der Ausreise vorgelegen. Nach Presseberichten vom 26. April 2011 setzten sich Frankreich und Italien dafür ein, das Schengen-Abkommen zu überarbeiten. Die Staatschefs beider Länder hatten sich in Rom getroffen. Dabei stand der Streit um die Aufnahme von Flüchtlingen aus Nordafrika im Zentrum der Gespräche. Beide Seiten plädierten nun in einem Schreiben an die EU dafür, „im Falle außergewöhnlicher Schwierigkeiten bei der Kontrolle der gemeinsamen Außengrenzen“ wieder Kontrollen an den Grenzen der Schengen-Staaten einzuführen. Neben bis zu 25.000 Flüchtlingen aus Tunesien nahm nach einem Bericht vom gleichen Tage Italien „mittlerweile wohl auch 7000 bis 8000 Flüchtlinge aus Libyen“ auf. Am 27. April wurde die Gesamtzahl der (nordafrikanischen) Flüchtlinge in Italien auf 25.000 bis 30.000 beziffert.

### Medizinische und humanitäre Hilfe durch nichtstaatliche Hilfsorganisationen
Die Organisation Ärzte ohne Grenzen berichtete in der Anfangszeit des Aufstands, dass sie sowohl an den Grenzen außerhalb des libyschen Staatsgebiets in Tunesien als auch im Landesinnern tätig sei, soweit dies möglich sei. Mitarbeiter seien nur im Osten Libyens im Einsatz. Nach Bengasi seien innerhalb von knapp zwei Wochen 22 Tonnen medizinische Ausrüstung und Material geliefert worden. Verletzte kämen nicht aus Libyen heraus und auf tunesischer Seite würden medizinische Teams und Hilfslieferungen blockiert. Nach Mitteilung des Präsidenten des Internationalen Komitees vom Roten Kreuz in Genf, Jakob Kellenberger, stiegen im März die Todeszahlen in Libyen dramatisch an. Die meisten Opfer seien Zivilpersonen. Drei Viertel Libyens seien von humanitärer Hilfe abgeschnitten. Ärzteteams könnten nicht an die Schauplätze der schwersten Gefechte gelangen. Kellenberger verlangte von den Konfliktparteien ungehinderten Zugang für die Hilfsorganisationen. Monika Lüke, die Generalsekretärin von Amnesty International in Deutschland, appellierte am 7. April 2011 an die internationale Gemeinschaft, die notleidende Bevölkerung in Misrata über eine Luftbrücke zu versorgen.

### Hilfsmaßnahmen von UNO-Organisationen
Am 3. April 2011 wurde berichtet, dass ein Hilfsschiff der Vereinten Nationen mit Lebensmitteln an Bord ungelöscht den Hafen von Bengasi wieder verlassen musste. Als Grund wurden Bombenangriffe genannt. Nach Angaben einer UNO-Sprecherin traf laut Bericht vom 10. März 2011 in Bengasi ein Schiff des UNO-Ernährungsprogramms mit einer Mehllieferung für 2,5 Millionen Brote ein. Weitere Schiffe mit Lieferungen von Hilfsgütern sollten Bengasi nach UN-Angaben in den nächsten Tagen erreichen. Am 11. März waren nach UN-Angaben seit Beginn des Volksaufstands mehr als 250.000 Menschen aus Libyen geflüchtet. Ein Sprecher der Sektion für die Koordinierung humanitärer Angelegenheiten nannte Zahlen für einzelne Aufnahmeländer: 137.400 Menschen flohen nach Tunesien, 107.500 nach Ägypten, 5.400 nach Algerien und 2.200 in den Niger. Die Probleme bei der ärztlichen Versorgung Hilfsbedürftiger in Libyen seien besorgniserregend.

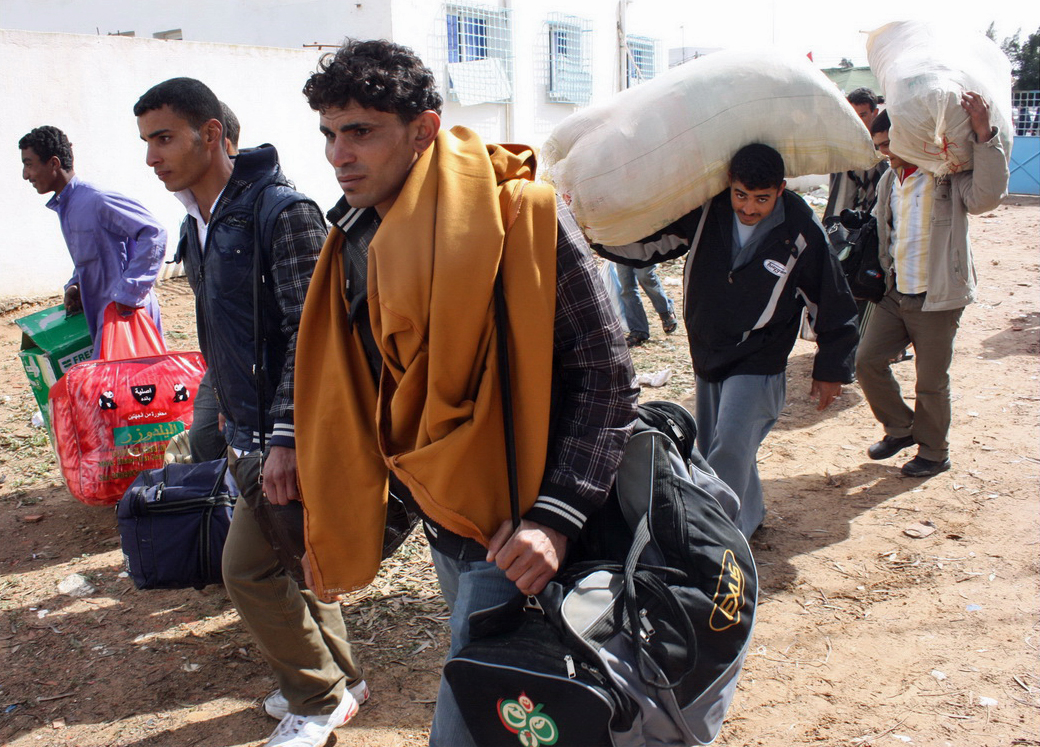
Flüchtlinge an der libysch-tunesischen Grenze (7. März 2011)

Nachdem am 19. März 2011 nach unterschiedlichen Quellen die schwersten Angriffe auf Bengasi von Regierungstruppen ausgingen und eine Fluchtwelle einsetzte, bereitete die UN-Flüchtlingshilfeorganisation nahe der libysch-ägyptischen Grenze in Sallum ein Notaufnahmelager für bis zu 200.000 Menschen vor. Es wurde gesagt, die bisher angekommenen Menschen seien extrem verängstigt und traumatisiert. Der Grenzübergang erlebte schon im Februar einen Flüchtlingszustrom, der damals noch überwiegend aus ägyptischen Arbeitsmigranten bestand. Die ägyptische Armee hatte bereits damals ein Zeltlager und ein Feldlazarett errichtet.
Als eines der Ergebnisse der Londoner Libyen-Konferenz wurde am 29. März 2011 in der Abschlusserklärung genannt, dass die Koordinierung der humanitären Hilfe in die Hände der Vereinten Nationen gelegt werden soll. Nach Mitteilung des OCHA hatten inzwischen mehr als 389.767 Flüchtlinge Libyen über die Nachbarländer verlassen. Die UN-Nothilfekoordinatorin Valerie Amos forderte am 7. April 2011 eine zumindest vorübergehende Feuerpause in Misrata, damit Menschen sich und ihre Familien in Sicherheit bringen könnten. Es fehle an Nahrungsmitteln, Wasser und Medikamenten. Am 22. April 2011 waren nach Angaben von UN-Generalsekretär Ban Ki-moon mehr als eine halbe Million Menschen aus Libyen geflohen.

### Deutschland
Durch den Temporary Financing Mechanism (TFM), quasi das Finanzministerium der libyschen Übergangsregierung, welcher die Kosten für den in Gründung befindlichen neuen libyschen Staat vorstreckt, wurde das Münchner Unternehmen almeda mit der Auswahl, dem Transport und der Versorgung kriegsverletzter Libyer in Deutschland beauftragt; bis Mitte November 2011 wurden auf diesem Weg etwa 450 Verletzte in deutschen Krankenhäusern untergebracht.

## Internationale Bezüge des Bürgerkriegs

### Internationale wirtschaftliche Auswirkungen
Seit Beginn der Unruhen in Libyen Mitte Februar 2011 hatte sich der Anstieg des durch die Weltkonjunktur ohnehin seit Monaten anziehenden Rohölpreises noch einmal verstärkt; so mussten Anfang März für ein Barrel der Sorte WTI 105 US$ bezahlt werden – eine Teuerungsrate von knapp 20 % in drei Wochen. Entsprechend erreichten die Preise für Benzin und Heizöl in Europa neue Höchststände. Der Goldpreis erreichte am 7. März mit 1.444 US$ für die Unze ein neues Allzeithoch. Der Börsenindex Dow Jones entwickelte sich nach stabiler Aufwärtsentwicklung seit einem Einbruch am 22. Februar seitwärts bis negativ. Auch die europäischen Handelsplätze, insbesondere die Mailänder Börse, bekamen die Krise zu spüren; unter Druck gerieten namentlich die in Libyen engagierten Mineralöl- und Bauunternehmen (wie Eni, OMV, BASF mit ihrer Tochter Wintershall, Statoil oder Impregilo).
Libyen ist als achtgrößter Erdölproduzent der Welt ein wichtiger Öl- und Gaslieferant für einige europäische Länder. Der durch den Bürgerkrieg bedingte Einbruch der Lieferungen ist für diese Länder spürbar, wenn auch kompensierbar. Die Exploration und Förderung durch alle großen und viele kleine Ölkonzerne hatte nach dem Ende der westlichen Sanktionen ab 2004 einen Aufschwung erlebt. Viele Investoren fürchteten Verluste, wenn ihnen teures Gerät, das sich noch nicht amortisiert hat, vor Ort verloren geht.

### Libysche Diplomaten im Ausland
Am 20. Februar 2011 legte der ständige Vertreter Libyens bei der Arabischen Liga, Abdel Moneim el Honi, aus Protest gegen die Gewalt gegen Demonstranten sein Amt nieder und erklärte, er schließe sich der Revolution gegen den Machthaber Gaddafi an. Weitere libysche Diplomaten folgten in den nächsten Tagen seinem Beispiel. Der stellvertretende Botschafter Libyens bei den Vereinten Nationen, Ibrahim Dabbashi, erklärte am 21. Februar vor Reportern, dass Gaddafi dem libyschen Volk den Krieg erklärt habe und Völkermord verübe. Dabbashi forderte von der internationalen Gemeinschaft, ein Flugverbot für Libyen auszusprechen, damit das Regime keine weiteren Söldner, Waffen und Vorräte aus dem Ausland nach Libyen schaffen könne.
Am 25. Februar 2011 erklärte auch der ehemalige Außenminister und amtierende UN-Botschafter Libyens, Abdul Rahman Shalgham, dass er nun für das libysche Volk und nicht mehr für Gaddafi spreche. Er bat den UN-Sicherheitsrat in einem emotionalen Appell um Sanktionen gegen das Gaddafi-Regime. Die Botschaften Libyens in Österreich und Schweden setzten die von den Aufständischen verwendete Flagge des Königreichs Libyen als Symbol des Seitenwechsels.
Am 5. März wurde bekannt, dass ein weiterer hochrangiger libyscher Diplomat, der in Namibia stationiert war, in ein Mittelmeerland geflohen war und sich vom Gaddafi-Regime losgesagt hatte.

### Vereinte Nationen
Am 26. Februar 2011 beschloss der Sicherheitsrat der Vereinten Nationen auf einer Sondersitzung einstimmig die UN-Resolution 1970 (2011) nach Artikel 41 der Charta der Vereinten Nationen und verhängte damit Sanktionen gegen Libyen: ein Waffenembargo, Reisebeschränkungen für 16 führende Mitglieder der libyschen Regierung sowie das Einfrieren des Auslandsvermögens von sechs Personen des Gaddafi-Clans. Der Sicherheitsrat ging davon aus, dass es sich bei der Gewalt gegen die Bevölkerung um Verbrechen gegen die Menschlichkeit handle, und wies die libyschen Behörden zur Kooperation mit dem Internationalen Strafgerichtshof (ICC) in Den Haag an, obwohl Libyen nicht zu den Unterzeichnerstaaten des Rom-Statuts gehört, mit denen der ICC gebildet wurde.
Der Chefankläger Luis Moreno Ocampo des Internationalen Strafgerichtshofs (IStGH) in Den Haag nahm am 2. März Ermittlungen gegen Gaddafi und seine Söhne in Libyen wegen möglicher Verbrechen gegen die Menschlichkeit auf. Er habe sich dazu nach vorläufiger Auswertung bislang zusammengetragener Informationen entschieden.

### Europäische Union
Die Europäische Union verurteilte erstmals am 20. Februar 2011 die staatliche Gewalt gegen die Demonstrationen. Bundesaußenminister Guido Westerwelle bestellte aus demselben Grund am 21. Februar Dschamal el-Barag, den Botschafter Libyens, in das Auswärtige Amt ein. Auf weiterreichende und schnellere Sanktionen gegen Libyen konnte sich die Europäische Union aufgrund von Widerständen der Mittelmeeranrainer Italien, Malta und Zypern erst am 25. Februar einigen.
Wie schon am 18. März 2011 angekündigt, hatten die EU-Außenminister am 21. März 2011 auf einem Treffen in Brüssel ihre Wirtschaftssanktionen gegen Tripolis verschärft. Die Kontoverbindungen für drei führende Geschäftsbanken und sechs weitere Firmen wurden gekappt. Zudem wurde beschlossen, das Vermögen von elf weiteren Vertretern der libyschen Staatsführung einzufrieren. Nach einem Bericht vom 23. März 2011 erweiterte die EU ihre Sanktionen nochmals. Das Vermögen von 15 Unternehmen (Tochtergesellschaften des staatlichen libyschen Ölkonzerns) sowie weiterer zehn Personen soll gesperrt worden sein. Bestandteil der erweiterten Sanktionen ist auch ein Flugverbot für sämtliche Flugzeuge aus Libyen sowie für Flüge, mit denen Waffen und Söldner nach Libyen befördert werden könnten. Es sollen auch alle Geschäftsbeziehungen mit den von Sanktionen betroffenen Firmen untersagt werden. Die Sanktionen gegen Gaddafis Tochter Aischa hob der EuGH am 28. März 2017 jedoch auf, weil ihre individuelle Rolle bei der versuchten Niederschlagung des Aufstands zu wenig bekannt sei.
Am 1. September 2011 berichtete die französische Zeitung Libération über einen Brief des libyschen Übergangsrates an die Regierung Katars vom 3. April 2011, zwei Wochen nach Beginn des militärischen Einsatzes von Frankreich in Libyen; eine Kopie dieses Briefs wurde abgedruckt. Vertreter des libyschen Übergangsrates versprachen demnach der französischen Regierung bei der Londoner Libyen-Konferenz vom 29. März 2011 35 Prozent der libyschen Ölreserven dafür, dass Frankreich die Rebellen als legitime Vertreter Libyens anerkennt und im Kampf gegen Muammar al-Gaddafi unterstützt. Zuvor hatte Katar zwischen Frankreich und dem Übergangsrat vermittelt.
Ungefähr fünf Jahre später, im Juli 2016, wurde die Präsenz französischer Armeeangehöriger in Libyen bestätigt, indem der französische Verteidigungsminister Jean-Yves Le Drian den Tod dreier französische Soldaten bei einem Einsatz im nordafrikanischen Krisenland Libyen bestätigte.

### Vereinigte Staaten
Die Vereinigten Staaten verurteilten am 23. Februar 2011 die staatliche Gewalt gegen die Demonstrationen. US-Präsident Barack Obama veranlasste am 25. Februar durch eine Executive Order mit sofortiger Wirkung Sanktionen gegen Oberst Muammar al-Gaddafi, Saif al-Islam al-Gaddafi, Mutassim Gaddafi, Chamis al-Gaddafi und Aisha Gaddafi. Das gesamte Vermögen und der Immobilienbesitz der Gaddafis in den USA wurden damit blockiert. Rund 30 Milliarden US-Dollar (etwa 22 Milliarden Euro) an libyschen Geldern sollen in den USA gesperrt worden sein.
Außenministerin Hillary Clinton sagte am 10. März 2011 vor einem Ausschuss des US-Kongresses, dass die USA ihre bestehenden Beziehungen mit der libyschen Botschaft in Washington suspendieren. Sie machte deutlich, weiter Kontakt zur libyschen Opposition zu suchen. Sowohl in den USA als auch auf ihrer für die folgende Woche geplante Reise nach Ägypten und Tunesien werde sie auf die Opposition zugehen, um zu erfahren, was die USA zusätzlich tun könnten. Nach einem US-Pressebericht unter Bezug auf einen Vertreter des US-Geheimdienstes hatte Gaddafi Bargeldreserven im Umfang von vielen Milliarden Dollar angelegt, die ihn gegen internationale Sanktionen immun machen. Der Direktor der National Intelligence James R. Clapper bezeichnete bei einer Senatsanhörung in Washington die libysche Luftabwehr als zweitgrößte der Region. Es gäbe 31 große Stellungen für Boden-Luft-Raketen und Gaddafis Truppen würden über große Vorräte an tragbaren Luftabwehrraketen verfügen. Der Nationale Sicherheitsberater des US-Präsidenten, Thomas E. Donilon, hatte angekündigt, dass die USA ein Team von Helfern in den von den Rebellen kontrollierten Osten entsenden werden. Es handele sich dabei jedoch nicht um eine Militärintervention, sondern um eine rein humanitäre Mission. Donilon erklärte, die US-Regierung sei bereit, Diplomaten zu Gesprächen mit Führern der Rebellen in den Osten Libyens zu entsenden.
Präsident Barack Obama benannte im März 2011 den Diplomaten J. Christopher Stevens als Sondergesandten für Kontakte zur libyschen Opposition. Das US-Außenministerium gab bekannt, dass auch Stevens und Gene Cretz, ehemaliger US-Botschafter in Tripolis, zugegen waren bei einer Begegnung von Hillary Clinton und Mahmud Dschibril vom Nationalrat der Aufständischen in Paris. Die Resolution der Arabischen Liga vom 12. März wurde von der US-Regierung als wichtiger Schritt begrüßt. Gleichzeitig wurde von ihr Unterstützung für die libysche Opposition angekündigt. Das Präsidentenamt gab bekannt, die USA bereiteten sich in enger Abstimmung mit ihren internationalen Partnern auf alle Eventualitäten vor.
In seiner Fernseh-Ansprache zur Rechtfertigung der Militärschläge wiederholte Präsident Obama die Aufforderung an Gaddafi zurückzutreten und erklärte die Unterstützung der Vereinigten Staaten für Demokratisierungsbewegungen wie die des Arabischen Frühlings.

### Arabische Liga
Die Arabische Liga beschloss am 22. Februar 2011, Libyen vorläufig von ihren Sitzungen auszuschließen. Das teilte die Organisation nach einer Dringlichkeitssitzung in Kairo mit. Am 22. Februar 2011 trat die Arabische Liga angesichts der dramatischen Entwicklungen in Libyen zu einer Dringlichkeitssitzung in ihrem Hauptquartier in Kairo zusammen. Gleichzeitig forderte die Liga von Libyen unter anderem die sofortige Wiederherstellung der Kommunikationsverbindungen und der Berichterstattung.
Der ägyptische Generalsekretär der Liga Amr Mussa befürwortete eine internationale Flugverbotszone über Libyen. Von wem sie militärisch durchzusetzen wäre, würde von der Beschlusslage im UN-Sicherheitsrat abhängen. Mussa betrachtete es als eine humanitäre Aufgabe, dem libyschen Volk mit einer Luftraumsperrung in seinem Freiheitskampf gegen ein zunehmend menschenverachtendes Regime Beistand zu leisten.

### Afrikanische Union
Die Afrikanische Union (AU) verurteilte am 23. Februar 2011 das brutale Vorgehen der libyschen Sicherheitskräfte gegen regierungskritische Demonstranten scharf. Der Vorsitzende der AU-Kommission, Jean Ping, rief die libysche Regierung zu einem Ende des Blutvergießens auf. Nur Dialog könne zu einer angemessenen Lösung für die Probleme des Landes führen. Auf diesem und folgenden Treffen befürwortete der AU-Sicherheitsrat die „Notwendigkeit der territorialen Integrität und der Einheit der Großen Sozialistischen Libysch-Arabischen Volks-Dschamahirija“.
Am 7. März 2011 kündigte die AU die Entsendung eines „Fact-Finding“-Komitees nach Libyen an. Gaddafi habe erklärt, er sei in ständigem Kontakt mit der AU gewesen und wolle zeigen, dass Berichte über Probleme in seinem Land eine Lüge seien. Die AU ist der Überzeugung, dass nur eine politische Lösung den berechtigten Wunsch der libyschen Bevölkerung für Demokratie, gute Regierungsführung, Achtung der Menschenrechte und einen nachhaltigen Frieden erfüllen kann.

### Überblicksdarstellungen
- Kristina Bergmann: Tausendundeine Revolution: Die arabische Welt im Umbruch. 1. Auflage. Lenos Verlag, Basel 2012, ISBN 978-3-85787-420-8, 150 S.
- Ralph Chami (Leiter des Autorenteams) et al.: Libya beyond the Revolution: Challenges and Opportunities. (PDF; 5,2 MB; 28 S.) International Monetary Fund, Middle East and Central Asia Department, Washington DC 2012, ISBN 978-1-61635-385-8.
- Nonie Darwish: The Devil We Don’t Know: The Dark Side of Revolutions in the Middle East. 1. Auflage. John Wiley & Sons, Hoboken NJ 2012, ISBN 978-1-118-13339-2, 256 S. (Rezension des konservativen Think-Tanks The Heritage Foundation)
- Annette Großbongardt, Norbert Poetzl (Hrsg.): Die neue arabische Welt. Geschichte und politischer Aufbruch. 1. Auflage. Deutsche Verlags-Anstalt, München 2011, ISBN 978-3-421-04543-0, 320 S.
- Kurt Pelda: Gaddafis Vermächtnis. Waffen, Öl und die Gier des Westens. Orell Füssli, Zürich 2012, ISBN 978-3-280-05456-7
- Report of the International Commission of Inquiry on Libya. (PDF) United Nations Human Rights Council, Dokument A/HRC/19/68, Report des UNO-Menschenrechtsrats über Menschenrechtsverletzungen in und nach dem Bürgerkrieg, 2. März 2012 (englisch)

### Artikel, Analysen und Studien
- Denis M. Tull, Wolfram Lacher: Die Folgen des Libyen-Konflikts für Afrika. Gräben zwischen der AU und dem Westen, Destabilisierung der Sahelzone. (PDF; 438 kB; 29 S.) SWP Berlin, Berlin März 2012.
- Christopher M. Blanchard: Libya: Transition and U.S. Policy. (PDF; 587 kB; 28 S.) Congressional Research Service, 28. März 2012 (= CRS Report for Congress RL33142).
- Marlene Gottwald: Options for EU engagement in post-conflict Libya. (PDF; 380 kB; 6 S.) The Trans European Policy Studies Association, Brüssel 9. März 2012 (= TEPSA Brief)
- Libya’s Recovery: Prospects and Perils. (PDF; 56 kB; 10 S.) Chatham House, London Februar 2012 (= MENA Programme: Libya Working Group Meeting Summary) chathamhouse.org
- Susanne Tarkowski Tempelhof, Manal Omar: Stakeholders of Libya’s February 17 Revolution. (PDF; 192 kB; 16 S.) United States Institute of Peace, Washington DC Januar 2012 (= Special Report 300)
- Thomas Hüsken: Tribal Political Culture and the Revolution in the Cyrenaica of Libya. (PDF; 263 kB; 12 S.) The Libyan Centre for Studies & Research. Papier für die Konferenz „Libya from Revolution to a State Building: Challenges of the Transitional Period“ am 7.–8. Januar 2012 in Doha, Katar (siehe Kyrenaika)
- Christoph Marischka: Sahara, der Libyenkrieg und die kommende Aufstandsbekämpfung. (PDF; 1,4 MB; 5 S.) Informationsstelle Militarisierung (IMI), Januar 2012.
- Claus Schreer: Libyen: Der Kolonialkrieg der NATO:. (PDF; 180 kB; 10 S.) isw – Institut für sozial-ökologische Wirtschaftsforschung e. V., München 8. Dezember 2011.
- Erste Bilanz des Libyen-Krieges. (PDF; 201 kB; 13 S.) Antwort der Bundesregierung auf die Kleine Anfrage der Abgeordneten Wolfgang Gehrcke, Annette Groth, Andrej Hunko, weiterer Abgeordneter und der Fraktion Die Linke. Deutscher Bundestag, 13. Oktober 2011, Drucksache 17/7159.
- William Meyer, Agneta Johansson: Pre-Assessment Mission, Libya, 16-23 November 2011: Report. (PDF; 2,2 MB; 23 S.) Stockholm: International Legal Assistance Consortium (ILAC), November 2011. ilac.se
- Christopher Brown et al.: Evolution of Sentiment in the Libyan Revolution. (PDF; 1,2 MB; 10 S.) Working Paper for the NSF Minerva Project: Modeling Discourse and Social Dynamics in Authoritarian Regimes. (= NSF 0904913). University of Texas at Austin, 30. Oktober 2011. Studie zur Rolle der Sozialen Medien während der libyschen Revolution, insbesondere der von Twitter.
- Reinhard Merkel: Die Intervention der NATO in Libyen. Völkerrechtliche und rechtsphilosophische Anmerkungen zu einem weltpolitischen Trauerspiel. (PDF; 186 kB; 13 S.) In: Zeitschrift für Internationale Strafrechtsdogmatik, Jg. 6, S. 771–783, Oktober 2011. (Siehe auch jura.uni-hamburg.de; zis-online.com; Völkerrecht, Kriegsvölkerrecht, Rechtsphilosophie)
- Claire Demesmay, Katrin Sold (Hrsg.), Sébastien Abis (Autor): Mittelmeer: Frankreich ohne Kompass. (Memento vom 28. August 2012 im Internet Archive; PDF; 198 kB; 13 S.) Forschungsinstitut der Deutschen Gesellschaft für Auswärtige Politik, Berlin Oktober 2011 (= DGAPanalyse Frankreich 8). Siehe auch: 50 Millionen von Gaddafi? Schwere Vorwürfe gegen Sarkozy. n-tv.de, 29. April 2012.
- Libyen nach Ghadhafi: Politischer Übergang und westliche Optionen. (PDF; 508 kB; 4 S.) ETH Zürich, CSS Analysen zur Sicherheitspolitik, Nr. 100, September 2011.
- Robert Kagan: To the Shores of Tripoli. The Weekly Standard, Jg. 16, Nr. 47, 5. September 2011. Die Sicht eines prominenten Neocons wenige Wochen vor dem Sturz und dem Tod Muammar al-Gaddafis; er und seine Mitstreiter drängten gemäß ihrer Doktrin des „Benevolent Imperialism“ mypracticalphilosophy.com auf ein direktes militärisches Eingreifen auch der USA in Libyen; siehe foreignpolicyi.org – siehe auch Interventionismus, Bush-Doktrin; Imperialismus
- Diederik Vandewalle (Autor), Vincent Castel (Redaktion): Libya: Post-War Challenges. (PDF; 173 kB; 16 S.) Afrikanische Entwicklungsbank, September 2011 (= AfDB Economic Brief)
- Cetta Mainwaring: In the Face of Revolution: the Libyan Civil War and Migration Politics in Southern Europe. (PDF; 104 kB; 21 S.) Universität Malta, 2011.
- Michel Collon: Den Krieg in Libyen verstehen. (PDF; 1,9 MB; 9 S.) Forum Augsburg, 25. Mai 2011. Siehe auch Original-Artikel (französisch)
- Kurt Gritsch: Der Krieg als Geschäft. Libysche Geschichtslektionen oder: Über „humanitäre Gründe“ für militärische Eingriffe und wirtschaftliche Interessen. (Memento vom 25. April 2012 im Internet Archive; PDF; 113 kB; 3 S.) In: International. Die Zeitschrift für internationale Politik, Frühjahr 2011.
- Horst-Dieter Strüning: Bernard-Henri Lévys Rechtfertigung des Nato-Krieges gegen Libyen. (PDF; 193 kB; 16 S.) Bonn, 2011. Siehe auch: Stefan Ulrich: Bernard-Henri Lévy über Libyen. Philosoph schreibt Kriegsgeschichte. Süddeutsche Zeitung, 9. November 2011.
- Thomas Speckmann: Die Libyen-Doktrin. Lernen aus den Fehlern in Afghanistan und im Irak. (PDF; 223 kB; 4 S.) In: Die Politische Meinung, Nr. 498, S. 53–56, Mai 2011 (Konrad-Adenauer-Stiftung).
- Klaus Heidegger: Sarkozy, Odysseus des 21. Jahrhunderts – vom Krieg gegen Libyen. (PDF; 116 kB; 13 S.) Katholische Hochschulgemeinde Linz, Pax Christi, 7. April 2011.
- Stephen J. Blank: Russia’s Anxieties About The Arab Revolution. (Memento vom 13. Mai 2012 im Internet Archive; PDF; 85 kB; 4 S.) Foreign Policy Research Institute, Philadelphia Juli 2011 (= E-Notes Newsletter). Blank ist einer der bekanntesten Professoren am Strategic Studies Institute des United States Army War College, Carlisle Barracks PA; siehe Profil/Bibliografie beim SSI.
- Markus Ehm: Die russische Haltung zum Libyen-Krieg. (PDF; 1,2 MB; 9 S.) Hanns-Seidel-Stiftung, 30. März 2011 (= Berichte aus dem Ausland, Nr. 06/2011). Markus Ehm ist Leiter der Verbindungsstelle Moskau der CSU-nahen politischen Stiftung. Siehe auch: Libya: The position of the Russian Federation. Pravda.ru, 18. März 2011. Russia edging back to Libya business? Libya Herald, 12. April 2012.
- Turkey’s Position on the Libyan Revolution. (PDF; 595 kB; 6 S.) Arab Center for Research & Policy Studies (Doha Institute), Assessment Report, März 2011; siehe Außenpolitik der Türkei
- Andrew M. Exum, Zachary M. Hosford: Forging a Libya Strategy. Policy Recommendations for the Obama Administration. (PDF; 288 kB; 6 S.) Center for a New American Security (CNAS), Washington DC 28. März 2011 (= Policy Brief).

Protagonisten und Dokumente des Bürgerkriegs sowie aktuelle Berichte dazu:
- Founding Statement of the Interim Transitional National Council (Memento vom 4. Juni 2013 im Internet Archive) (TNC), 5. März 2011.
- Draft Constitutional Charter for the Transitional Stage (PDF) National Transitional Council (NTC), August 2011 (erfordert ein Google-Konto)
- David Gritten: Key figures in Libya’s rebel council. BBC News, 25. August 2011.
- Chris Stephen: Libyan activists demand transparency from National Transitional Council. The Guardian, 13. Dezember 2011.
- Rami Al-Shaheibi: Libya Cabinet Fired By National Transitional Council. AP / The Huffington Post, 26. April 2012.
- Point and Shoot, Dokumentarfilm von Marshall Curry über den amerikanischen Aktivisten Matthew VanDyke, 2014.